# Тайната на нинджата
Тази статия е за филмът от 1993. За телевизионния сериал вижте Тайната на нинджата (сериал).
„Тайната на нинджата“ (на японски: 獣兵衛忍風帖) е японско екшън трилър аниме, чието действие се развива във феодална япония.
Режисьор/автор е Йошиаки Каваджири, добре познат от предишното си творение Порочен град. Персонажите са дело на Ютака Минова. Филмът отдава почит към нинджа романите Ninpōchō на Футуро Ямада.
Филмът излиза на 5 юни 1993 г., а на запад на 6 декември 1996 г. В някои страни Тайната на нинджата излиза под заглавието Jubei Ninpucho: The Wind Ninja Chronicles. В Северна Америка лицинзът е притежание на Manga Entertainment. Японското заглавие може да се преведе и като Джубей: нинджата вятър.
През 1993 филмът печели Citizen's Award. Таината на нинджта е сред най-известните аниме заглавия извън Япония, наред с Акира и Ghost in the Shell. Анимето много добре изобразява живота на нинджите, както и традиционни японски същества като Каменният голем и Слепият убиец.
Главният персонаж Джубей Кибагами е въплъщение на известния фолклорен герой самурай Yagyu Jubei.
| Във филмът присъстват                    |
| насилие – изобилства                     |
| секс – има                               |
| кръв – има                               |
| Препоръчва се на хора на възраст +15/+18 |

## Сюжет
Внимание:  Текстът по-долу разкрива сюжета на произведението (или части от него)!
Филмът започва с впечатляваща сцена, в която главния герой Джубей се справя с трима бандити наведнъж. Идеята за силата на самурая се допълва и с факта, че той похапва оризово хлебче докато се бие и накрая не получава и драскотина. Джубей е ронин т.е. наемен самурай без господар.
Историята се развива във феодална Япония. В няколко съседни села върлува страшна зараза. Обстоятелствата при, които се е появила заразата са съмнителни и отряд нинджи е пратен да разследва. Тогава се намесва демон (каменен голем) с ограмен двуостър меч и непробиваема каменна кожа. С лекота той буквално разкъсва на парчета отряда. Този демон е един от осем наречени „осемте демона на Кимон“. Всички те са подчинени на Черния шогун. От отряда остава само Кагеро (жена нинджа, която е прокълната тъй като кожата и е напоена с отрова и всеки който преспи с нея или само я целуне умира), която е отвлечена от демона. При опит да я изнасили в изоставена къща, големът попада на Джубей. Последва битка, от която ронинът излиза победител. За победата му допринася отровата на Кагеро.
В историята се включва и дребен монах с много специфични способности. Монахът има мисия да спре Черният шогун и за това му трябва помощта на Джубей и Кагеро.
Следват още много битки между демоните и самурая. Кагеро и Джубей се сближават, но поради проклятието тяхната връзка е неосъществима.
Оказва се, че Джубей познава Черният шогун от преди. Миналите вражди отново са възпламенени, а самураят дължи отмъщение на шогуна.

## Оригиналния саундтрак
Саундтракът излиза под заглавието Jubei Ninpucho (Ninja Scroll), като музиката за филма е композирана на Каори Вада. Парчета номер осем и петнадесет са композирани и изпълени от Ryouhei Yamanashi с текст на Shou Jitsukawa.
- Списък на песните

1. Prologue
2. Jubei
3. Eight Warriors of the Demon Clan
4. Blood Wind
5. Kagerou
6. Visions
7. Devil Shadow
8. To Those Who Face the Wind
9. Pursuit
10. Devil Swordsman
11. Strategy
12. Reincarnation
13. Struggle to the Death
14. Epilogue
15. Somewhere, Faraway, Everyone is Listening to a Ballad